# Лутацијев мир
Лутацијев мир потписан је 241. године п. н. е. између Римске републике и Картагине након Првог пунског рата.

## Мир
Лутацијев мир је назив добио по римском конзулу Гају Лутацију Катулу који је, победом над Хамилкаром Барком у бици код Егатских острва, довео до завршетка дугогодишњег рата. Према наводима Полибија , одредбе мировног споразума биле су понижавајуће за Картагину. 
Картагињани су приморани да напусте своје поседе на Сицилији, острвима између Сицилије и Апенинског полуострва и између Сицилије и Африке. Морали су да врате све заробљенике и плате велику ратну одштету од 3200 талената (60 тона) сребра у десет годишњих рата. Велики откуп испразнио је картагинску благајну те они нису могли платити најамнике који су на њиховој страни ратовали против Рима. Због тога савезници дижу устанак за чије гушење је Хамилкар утошио три године. Те три године искористили су Римљани да од Картагине преотму Сардинију и Корзику. 